# 新座貨物ターミナル駅
新座貨物ターミナル駅（にいざかもつターミナルえき）は、埼玉県新座市大和田にある日本貨物鉄道（JR貨物）武蔵野線の貨物駅である。駅構内の一部が東京都清瀬市にも広がっている。

## 歴史
武蔵野線開業時に、道路アプローチを考慮して、関越自動車道と国道254号とに挟まれた地に設置された貨物の拠点駅である。
『武蔵野線工事誌』によれば、敷地面積は145,000 m2であり、当初、将来的な貨物取扱量は年間180万トン、1日あたり貨車440両と計画された。自動車輸送の発送基地として5,300 m2のモータープールも用意され、東小金井駅・大宮操駅からの自動車発送の一部を移管する計画であった。また、当駅の開業によって、山手・東北貨物線沿線の新宿駅の一部や目白駅・池袋駅・王子駅の貨物取扱が当駅に集約された。

### 年表
- 1969年（昭和44年）5月：着工[2]。

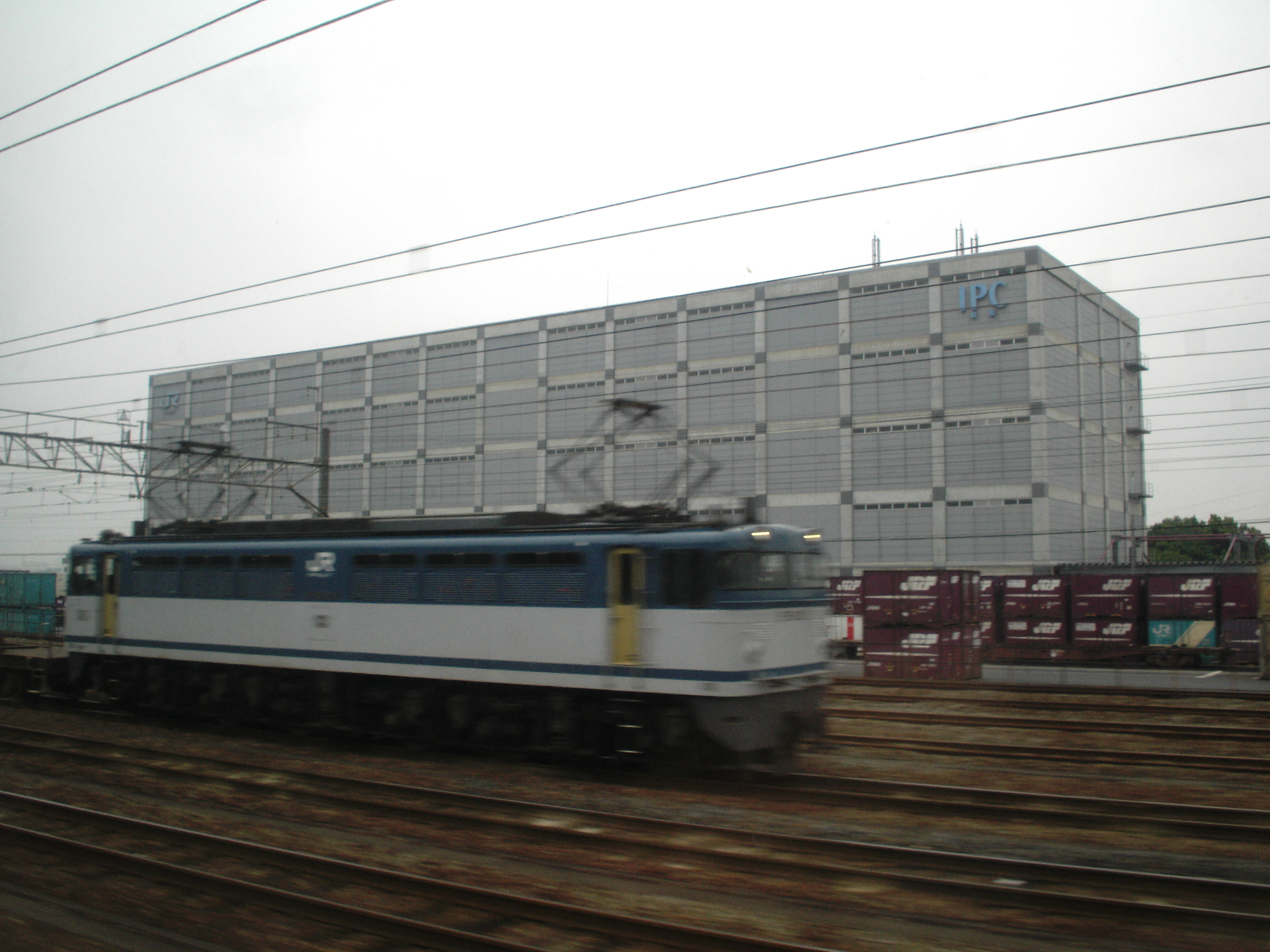
エフ・プラザ新座（2006年6月）

- 1973年（昭和48年）4月1日：国鉄武蔵野線開業と同時に、営業範囲をコンテナによる小口扱貨物および車扱貨物として、新座市大字野火止字南側に開業[4]。同年度の貨物取扱量は約32万t[2]。
- 1974年（昭和49年）10月1日：営業範囲を貨物に改正する[5]。
- 1987年（昭和62年）4月1日：国鉄分割民営化により、日本貨物鉄道（JR貨物）の駅となる[1]。
- 1999年（平成11年）6月15日：「エフ・プラザ新座」営業開始[6]。
- 2020年（令和2年）7月1日：構内にコンテナと一般トラックの積替ステーションを開設[7]。

## 駅構造

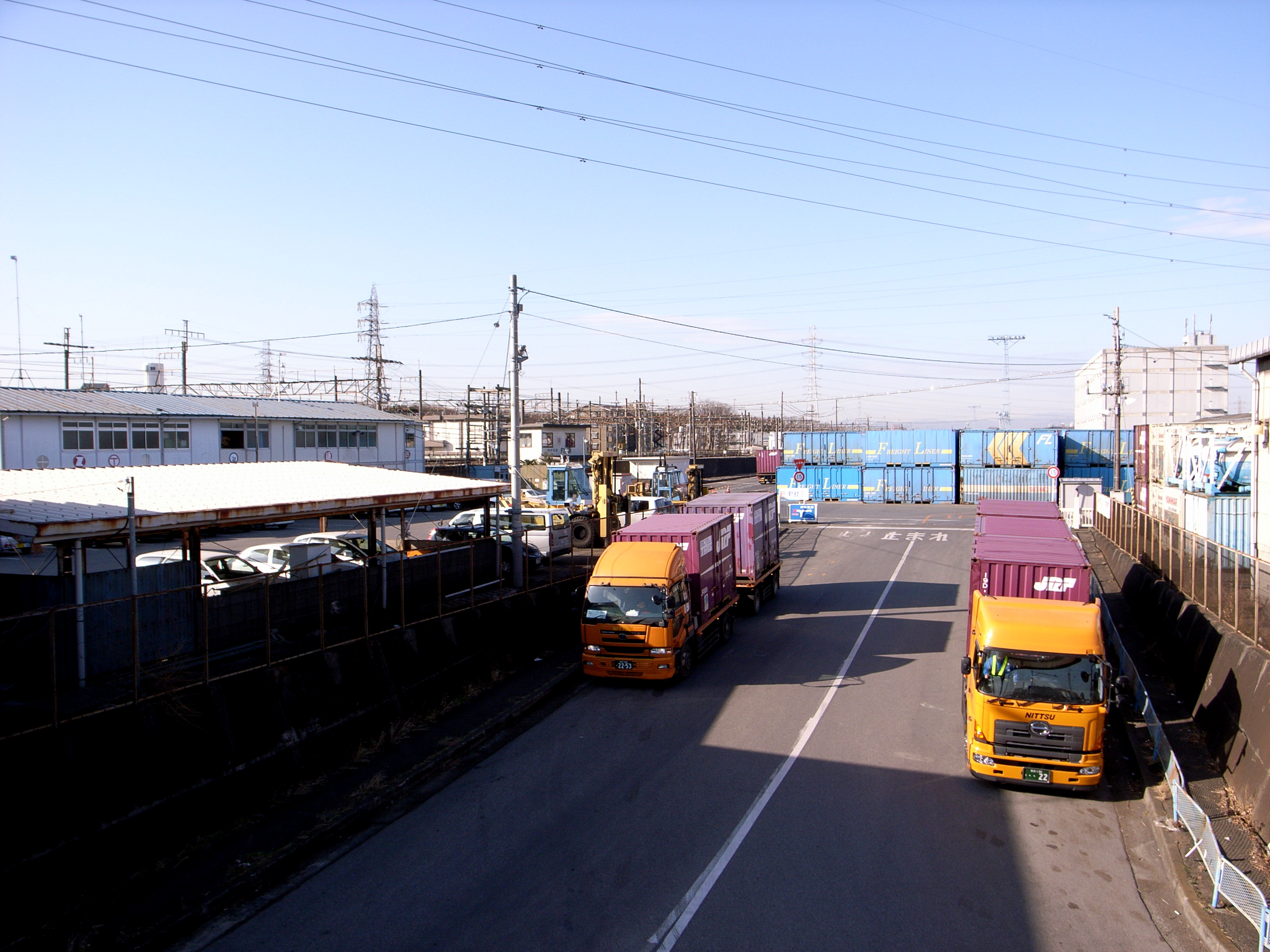
駅入口（2010年2月）

1面3線のコンテナホームを有する地上駅。荷役線は、ホームの北側に1本、南側に2本引かれている。南側の荷役線の途中には両渡り線が設けられている。ホームから離れた線路の西側がライナー7番線、東側がライナー10番線、ホーム側の線路の西側がライナー8番線、東側がライナー9番線で、8- 10番線が荷役線となっている。なお、9番線は舗装されており、10番線も荷役可能なようになっている。ホームは櫛型で、西側に2本の仕分け線が食込んでいる。駅の建設は全体を鉄建建設が担当した。
ホーム北側には、総合物流施設「エフ・プラザ新座」やそれに直結する車扱ホーム1面1線がある。エフ・プラザ新座はJR貨物グループの日本運輸倉庫（飯田町紙流通センター）が使用し、紙の保管倉庫となっている。
ホームの南側は、仕分け線、着発線4本、上下本線の順に並んでいる。なお、着発線や仕分け線と荷役線は東所沢駅方面に伸びる上り引上げ線で繋がっている。
営業窓口であるJR貨物北関東支店も置かれている。
駅構内東側にはセイノースーパーエクスプレス新座支店がある。

## 取り扱う貨物の種類
- コンテナ貨物
  - 12 ftコンテナ、20 ft・30 ftの大型コンテナ、20 ft・40 ftのISO規格海上コンテナを取り扱う。
- 産業廃棄物・特別管理産業廃棄物の取扱許可を得ている。

## 利用状況
| 年度                | 貨物輸送状況（単位：t） | 貨物輸送状況（単位：t） | 出典     |
| 年度                | 発送                    | 到着                    | 出典     |
| ------------------- | ----------------------- | ----------------------- | -------- |
| 1999年（平成11年）  | 298,617                 | 759,405                 | [ * 1 ]  |
| 2000年（平成12年）  | 292,063                 | 823,602                 | [ * 2 ]  |
| 2001年（平成13年）  | 304,578                 | 804,645                 | [ * 3 ]  |
| 2002年（平成14年）  | 323,035                 | 811,371                 | [ * 4 ]  |
| 2003年（平成15年）  | 340,898                 | 927,961                 | [ * 5 ]  |
| 2004年（平成16年）  | 363,405                 | 935,242                 | [ * 6 ]  |
| 2005年（平成17年）  | 366,937                 | 913,772                 | [ * 7 ]  |
| 2006年（平成18年）  | 392,505                 | 981,107                 | [ * 8 ]  |
| 2007年（平成19年）  | 392,689                 | 953,265                 | [ * 9 ]  |
| 2008年（平成20年）  | 387,643                 | 857,451                 | [ * 10 ] |
| 2009年（平成21年）  | 373,933                 | 786,340                 | [ * 11 ] |
| 2010年（平成22年）  | 371,424                 | 836,668                 | [ * 12 ] |
| 2011年（平成23年）  | 365,049                 | 578,985                 | [ * 13 ] |
| 2012年（平成24年）  | 364,284                 | 828,842                 | [ * 14 ] |
| 2013年（平成25年）  | 351,525                 | 861,097                 | [ * 15 ] |
| 2014年（平成26年）  | 352,519                 | 860,958                 | [ * 16 ] |
| 2015年（平成27年）  | 349,404                 | 887,959                 | [ * 17 ] |
| 2016年（平成28年）  | 339,754                 | 897,765                 | [ * 18 ] |
| 2017年（平成29年）  | 343,071                 | 877,929                 | [ * 19 ] |
| 2018年（平成30年）  | 303,797                 | 763,716                 | [ * 20 ] |
| 2019年 （令和元年） | 297,458                 | 710,251                 | [ * 21 ] |
| 2020年 （令和2年）  | 269,757                 | 591,278                 | [ * 22 ] |
| 2021年 （令和3年）  | 265,026                 | 643,902                 | [ * 23 ] |
| 2022年 （令和4年）  | 269,197                 | 592,033                 | [ * 24 ] |
| 2023年 （令和5年）  | 258,148                 | 569,177                 | [ * 25 ] |

## 駅周辺
当駅は関越自動車道に隣接しているという好条件のため、新座貨物ターミナル駅以北で輸送障害（冬場は特に雪害）が発生した際は、関越自動車道経由でトラック代行輸送を行うことがある。
- 国道254号（川越街道・新座バイパス）
- 浦和所沢バイパス
  - 英インターチェンジ
- 関越自動車道 所沢インターチェンジ
- JR東日本 新座駅
- 埼玉県道・東京都道40号さいたま東村山線（志木街道）

## 隣の駅
東日本旅客鉄道（JR東日本）
武蔵野線
東所沢駅 - 新座貨物ターミナル駅 - 新座駅